# Henize 2-428
Henize 2-428 är en planetarisk nebulosa i Örnen. Inuti den finns två stora vita dvärgar som kommer att gå samman och bilda en stjärna inom 700 miljoner år. Stjärnan kommer att explodera som en supernova av typ Ia. Vid tidpunkten för upptäckten var stjärnsystemet i kärnan den tyngsta kända dubbelstjärnan av vita dvärgar.

## Planetarisk nebulosa
Den planetariska nebulosan är asymmetrisk, vilket beror på att det inte finns en enda stjärna, utan en dubbelstjärna i nebulosans centrum.

## Binär dubbel vit dvärg
Stjärnans binära natur i nebulosans centrum upptäcktes 2014, då en studie av varför nebulosan inte var regelbunden genomfördes, där den tidigare antagna enskilda stjärnan upplöstes i en dubbelstjärna. De två vita dvärgstjärnorna som bildar dubbelstjärnan kretsar kring varandra med en period på cirka fyra timmar. De två stjärnorna har en sammanlagd massa på ca 1,8 solmassa, där varje stjärna är något mindre massiv än solen. År 2015 var de det mest massiva systemet av binära dubbla vita dvärgstjärnor som är känt.

## Progenitorsystem för potentiell typ Ia-supernova
Paret förväntas slås samman till en enda stjärna om ca 700 miljoner år, varefter de kommer att explodera i en supernova av typ Ia. Inspirationen av stjärnorna orsakas av emission av gravitationsvågor, vilket resulterar i förlust av omloppsenergi. Explosionen beror på att den sammanslagna stjärnans kombinerade massa överstiger Chandrasekhargränsen på 1,4 solmassa. Detta är den första kända kandidaten till ett binärt dubbelt vit dvärgstjärnesystem, en föregångare till typ Ia-supernovor. Systemet är viktigt för astrofysiker eftersom typ Ia-supernovor används som standardljusstyrka för att mäta avståndet till avlägsna objekt och därför viktigt att förstå processen för att reglera och kvantifiera variationerna i standardljuset för att minska felosäkerheten vid avståndsbestämning.